# Distretto di Doedain
Il distretto di Doedain è un distretto della Liberia facente parte della contea di River Cess.